# Vemmetofte
Vemmetofte er en gammel hovedgård, 7 km øst for Faxe på Sjælland. Den nævnes første gang i 1320.

## Historie
Vemmetofte var oprindelig en adelig hovedgård i landsbyen af samme navn. Den ældst kendte ejer af gården var marsk Stigs svoger, rigsråden hr. Johannes Offesen (Neb), der ejede gods i både Skåne og på Sjælland. På skifte efter ham i 1349 deltes hans gods mellem flere af arvingerne; en datter var gift med hr. Niels Hak af Højby i Skåne (døde 1397) og en datter gift med Jens Lauridsen Panter (døde efter 1364), så at sidstnævnte blandt andet overtog Vemmetofte. Endnu i 1390 kunne dog Niels Haks enke Marine Jensdatter Galen (døde senest 1397) tilskøde sin søstersøn Johannes Absalonsen Ulfeldt hele sin efter datteren Ingefred tilfaldne andel i Vemmetofte. Utvivlsomt har dog Jens Lauridsen siddet som ejer af gården, idet hans datter bragte den til sin mand rigsråden hr. Jens Andersen Brock til Essendrup. Ved hans død var hans eneste søn allerede død, og Vemmetofte tilfaldt da Fru. Johanne Nielsdatter, der formentlig var datter af denne søn.
Hovedbygningen er opført i 1500. Der kom udvidelser i 1600-1630, og der blev ombygget i 1715-1724 ved J. C. Ernst. Ny ombygning i 1907 ved Axel Berg. Vemmetofte blev af prinsesse Sophie Hedevig omdannet til jomfrukloster.
Vemmetofte Gods er på 2292,5 hektar med Højstrup og Marelundsgård.

## Ejere af Vemmetofte
- (1320-1349) Johannes Offesen Neb
- (1349-1390) Jens Lauridsen Panter
- (1390) Johannes Absalonsen Ulfeldt
- (1390-1408) Jens Andersen Brock
- (1408-1450) Johanne Nielsdatter Brock
- (1450-1464) Oluf Akselsen Thott
- (1464-1472) Slægten Brock
- (1472-1504) Lauge Eskesen Brock
- (1504-1534) Niels Laugesen Brock
- (1534-1565) Lauge Nielsen Brock (sammen med Jens Truidsen Ulfstand)
- (1565-1595) Margrethe Bille gift Brock
- (1595-1625) Eske Laugesen Brock
- (1625-1639) Berete Eskesdatter Brock gift Brahe
- (1639-1640) Tyge Brahe
- (1640-1641) Slægten Brahe
- (1641-1656) Holger Rosenkrantz
- (1656-1662) Karen Krabbe gift Rosenkrantz
- (1662-1666) Iver Krabbe
- (1666-1680) Enke Fru Krabbe
- (1680-1694) Margrethe Krabbe / Anne Sophie Krabbe
- (1694-1714) Dronning Charlotte Amalie
- (1714-1729) Prins Carl
- (1729-1735) Prinsesse Sophie Hedevig
- (1735-) Vemmetofte Adelige Jomfrukloster, i dag: Vemmetofte Kloster